# Bad Magic
Bad magic es el vigesimosegundo y último disco de estudio de la banda británica Motörhead, lanzado el 28 de agosto de 2015. Se trata del último trabajo del grupo debido a la muerte de su líder, Lemmy Kilmister, en diciembre (cuatro meses después del lanzamiento del disco), lo cual provocó la disolución inmediata de la agrupación. Los temas "Thunder & Lightning" y "Electricity" fueron elegidos como singles para la difusión del álbum y "When The Sky Comes Looking For You" es la única canción de "Bad Magic" que fue interpretada en vivo. También contiene un cover de los Rolling Stones, "Sympathy For The Devil".

## Composición y grabación
Bad magic fue escrito y grabado en Los Ángeles y producido nuevamente por Cameron Webb. En una entrevista a la prensa, el baterista de Motörhead, Mikkey Dee, dijo que el proceso de grabación fue diferente a los de trabajos anteriores: "Esta vez nosotros estabamos en el estudio escribiendo el disco y tocándolo todos juntos. Antes, nosotros solíamos estar en una sala de ensayos, escribiendo las canciones y recién ahí íbamos a grabarlas. 
Solemos escribir de una forma muy espontánea, y este álbum es probablemente más espontáneo que cualquier otro trabajo de Motörhead. Pero realmente lo disfrutamos y es un disco muy vivo". Por otro lado, Lemmy dijo que el álbum no fue grabado en vivo pero que sí lo hicieron en cinco temas.

## Recepción
Bad magic recibió en general críticas positivas. Chad Bowar, de Loudwire, dijo que las canciones del álbum tienen un sonido atemporal, por ende, los oyentes no sabrían si éstas fueron escritas durante el 2015 o en principios de los años 80.
Ray Van Horn Jr, de Blabberrmouth.net, señaló que Motörhead estaba "al borde de lo que podría ser su canto del cisne" con "Bad magic", dado a los problemas de salud de Lemmy, que en algunos momentos exhibe el desgaste vocal de un hombre traicionado debido a un proceso natural de envejecimiento. Sin embargo, afirma que "Lemmy es un fenómeno de la naturaleza y es genial escucharlo cantar y gruñir con una maldita voluntad de vivir" y agrega que "sería digno de un pedazo de mierda golpear a un tipo que nos ha dado absolutamente todo durante décadas"

## Lista de canciones
Todas las canciones compuestas por Motörhead excepto "Sympathy for the devil".

| N.º | Título                                    | Duración |  |
| 1.  | «Victory or die»                          | 3:09     |  |
| 2.  | «Thunder & lightning»                     | 3:05     |  |
| 3.  | «Fire storm hotel»                        | 3:34     |  |
| 4.  | «Shoot out all of your lights»            | 3:14     |  |
| 5.  | «The devil»                               | 2:53     |  |
| 6.  | «Electricity»                             | 2:17     |  |
| 7.  | «Evil eye»                                | 2:20     |  |
| 8.  | «Teach them how to bleed»                 | 3:11     |  |
| 9.  | «Till the end»                            | 4:05     |  |
| 10. | «Tell me who to kill»                     | 2:57     |  |
| 11. | «Choking on your screams»                 | 3:33     |  |
| 12. | «When the sky comes looking for you»      | 2:55     |  |
| 13. | «Sympathy for the devil (Rolling stones)» | 5:18     |  |

## Créditos
- Lemmy Kilmister – Bajo, voz
- Phil Campbell – Guitarra
- Mikkey Dee – Batería